# Кокчинск
Ко́кчинск — деревня в Шербакульском районе Омской области России. Входит в Красноярское сельское поселение.
Основана в 1914 году.
Население — 137 чел. (2010)

## География
Кокчинск находится в лесостепной зоне Ишимской равнины, относящейся к Западно-Сибирской равнине. Рельеф местности равнинный. Гидрографическая сеть не развита: реки и озёр в окрестностях населённого пункта отсутствуют. Со всех сторон деревня окружена полями. Высота центра населённого пункта — 114 метров над уровнем моря. Почвы — чернозёмы остаточно-карбонатные.
По автомобильным дорогам деревня расположена в 37 км от районного центра посёлка Шербакуль и 110 км от областного центра города Омск. Село Красноярка, административный центр сельского поселения, расположено в 9 км к северо-востоку от Кокчинска.
Часовой пояс
Кокчинск, как и вся Омская область, находится в часовой зоне МСК+3. Смещение применяемого времени относительно UTC составляет +6:00.

## История
Основана в 1914 году. Первые поселенцы — прибыли из Причерноморья, преимущественно католики.
В соответствии с Законом Омской области от 30 июля 2004 года № 548-ОЗ «О границах и статусе муниципальных образований Омской области» деревня вошла в состав образованного муниципального образования «Красноярское сельское поселение».

## Население
| 1920 | 1926 | 1970 | 1989 | 2010 |
| ---- | ---- | ---- | ---- | ---- |
| 93   | ↗107 | ↗323 | ↗369 | ↘137 |

Гендерный состав
По данным Всероссийской переписи населения 2010 года в гендерной структуре населения из 137 человек мужчин — 65, женщин — 72	(47,4 и 52,6 % соответственно)
Национальный состав
Согласно результатам переписи 2002 года, в национальной структуре населения русские составляли  64 % от общей численности населения в 254 чел. .